# ¡Qué me estás contando!
Qué Me Estás Contando es un programa de televisión dedicado a la actualidad, producido por K-2000 y emitido en ETB 2 desde el 12 de septiembre de 2016. El formato, presentado por  Itziar Alduntzin y Odei Esnaola, que se emite en directo de lunes a viernes desde las 17:30 hasta las 20:00 horas, tiene entre sus contenidos todos los ingredientes propios del formato: actualidad, debate, información, reportajes y entrevistas.

## Historia
A principios de agosto de 2016 se confirmó que la cadena ETB 2 planeaba cambiar su parrilla televisiva de las tardes a partir de septiembre, apostando por nuevos programas. Así, los responsables de la cadena decidieron ponerle punto final al magacín Sin ir más lejos presentado por Klaudio Landa que se emitía de lunes a viernes a partir de las 16:15 horas, y sustituirlo desde el otoño de 2016 por ¡Qué me estás contando!, un nuevo formato de mismo tipo.
Ion Aramendi, uno de los reporteros más míticos del programa Sálvame anunció en directo el día 4 de agosto de 2016 que dejaba su puesto de reportero en Telecinco para presentar ¡QMEC! en ETB 2 a partir del 12 de septiembre. Pocos días después, también se confirmó la participación de la presentadora Adela González en el programa mediante una entrevista en el periódico Deia. En otra entrevista hecha por el mismo periódico a Ion Aramendi, este confirmó que el tercer presentador del formato sería Klaudio Landa.
Los presentadores son a partir del año 2020 Arantza Ruiz e Igor Siguero, tras la salida de los presentadores originales del programa. En junio de 2020 Igor Siguero anuncia su marcha del programa para presentar el programa meteorológico, Eguraldia.
Con la nueva temporada, el 7 de septiembre del 2020, se presentó la nueva etapa del programa dirigida por Itziar Alduntzin, Arantza Ruiz y Odei Esnaola como presentadores. El programa se desprende de las exclamaciones en su marca, e incorpora una mesa social con Odei Esnaola. A partir del 8 de febrero el programa cambia los colores amarillos de grafismos por azules eléctricos, encajando con los colores corporativos de la cadena que posibilitan una mayor legibilidad del logo a pesar de mantener colores de la paleta antigua. En otras temporadas el azul precisamente, ha sido el color predominante del programa.

## Equipo técnico
- Producción: K-2000.

### Presentadores
| Presentador      | Información                                        | Duración          |
| ---------------- | -------------------------------------------------- | ----------------- |
| Ion Aramendi     | Reportero, colaborador y presentador de televisión | (2016-2020)       |
| Arantza Ruiz     | Periodista y presentadora de televisión            | (2019-actualidad) |
| Adela González   | Periodista y presentadora de televisión            | (2016-2019)       |
| Klaudio Landa    | Periodista y presentador de televisión             | (2016-2017)       |
| Igor Siguero     | Reportero, colaborador y presentador de televisión | (2020)            |
| Itziar Alduntzin | Periodista y presentadora de televisión            | (2020-actualidad) |
| Odei Esnaola     | Periodista, reportero y presentador de televisión  | (2020-actualidad) |